# Gamu
Gamu is een gemeente in de Filipijnse provincie Isabela in het noordoosten van het eiland Luzon. Bij de laatste census in 2007 had de gemeente ruim 27 duizend inwoners.

## Geografie

### Bestuurlijke indeling
Gamu is onderverdeeld in de volgende 16 barangays:
| - Barcolan - Buenavista - Dammao - District I - District II - District III - Furao - Guibang | - Lenzon - Linglingay - Mabini - Pintor - Rizal - Songsong - Union - Upi |

## Demografie
Gamu had bij de census van 2007 een inwoneraantal van 27.479 mensen. Dit zijn 1.578 mensen (6,1%) meer dan bij de vorige census van 2000. De gemiddelde jaarlijkse groei komt daarmee uit op 0,82%, hetgeen lager is dan het landelijk jaarlijks gemiddelde over deze periode (2,04%). Vergeleken met de census van 1995 is het aantal mensen met 4.714 (20,7%) toegenomen.

De bevolkingsdichtheid van Gamu was ten tijde van de laatste census, met 27.479 inwoners op 129,4 km², 212,4 mensen per km².